# برنس بلانكو
برنس بلانكو هو موسيقي كندي، ولد في 23 مارس 1965.